# Gewellte Schopflilie
Die Gewellte Schopflilie (Eucomis autumnalis) ist eine Pflanzenart aus der Gattung Schopflilien (Eucomis) in der Familie der Spargelgewächse (Asparagaceae).

## Merkmale
Die Art Eucomis autumnalis ist sehr formenreich und es werden zwei oder drei Unterarten unterschieden.
Die Gewellte Schopflilie ist eine ausdauernde krautige Zwiebelpflanze, die Wuchshöhen von 15 bis 30 (45) Zentimeter erreicht. Die Blätter sind 1,5 bis 13 Zentimeter breit und meist eilanzettlich, selten auch eiförmig. Ihr Rand ist wellig. Es sind 10 bis 45 Hochblätter vorhanden. Die Blütentraube hat eine Länge von 5 bis 15 Zentimeter. Die Perigonzipfel und der Fruchtknoten sind grün.
Die Blütezeit reicht von Juli bis August.

## Vorkommen
Die Gewellte Schopflilie kommt in Malawi, Sambia, Simbabwe und Südafrika vor. Sie wächst auf feuchtem, felsigem Grasland.

## Systematik
Die Erstveröffentlichung erfolgte 1768 unter dem Namen (Basionym) Fritillaria autumnalis durch Philip Miller in The Gardeners Dictionary: containing the best and newest methods of cultivating and improving the kitchen, fruit, flower garden, and nursery. 8. Auflage, n.º 10. Die Neukombination zu Eucomis autumnalis (Mill.) Chitt. wurde 1951 durch Frederick James Chittenden (1873–1950) in The Royal Horticultural Society Dictionary of Gardening: A Practical and Scientific Encyclopaedia of Horticulture. Volume 2, S. 787 veröffentlicht.
Je nach Autor gibt es von Eucomis autumnalis zwei oder Unterarten:
- Eucomis autumnalis subsp. autumnalis: Sie kommt von Malawi bis Südafrika vor. Die Chromosomenzahl beträgt 2n = 60.[2]
- Eucomis autumnalis subsp. clavata (Baker) Reyneke: Sie kommt im südlichen Afrika vor. Die Chromosomenzahl beträgt 2n = 60-64.[2]

Eine dritte Unterart, Eucomis autumnalis subsp. amaryllidifolia (Baker) Reyneke wird je nach Autor als eigenständige Art, Eucomis amaryllidifolia Baker angesehen. Ihre Chromosomenzahl beträgt 2n = 60.

## Nutzung
Die Gewellte Schopflilie wird selten als Zierpflanze in Rabatten genutzt. Die Gewellte Schopflilie ist seit spätestens 1760 in Kultur.